# Štab
Štab je vojaški vodstveni organ, katerega osnovni namen je zbiranje, urejanje ter ovrednotenje podatkov, ter tako pomagajo poveljniku enote, formacije oz. organizacije pri vodenju in poveljevanju dotične enote. Štab vodi načelnik štaba, ki je za poveljnikom najvišji pripadnik enote in tako drugi v strukturi poveljstva.

## Zgodovina
Prvi štabi so se pojavili v starem veku, ko je vodstvo vojske postalo preobsežna naloga za eno osebo; prve vojskovodje, ki so uvedle štabe, so bili vojskovodje, ki so bili hkrati voditelji držav: Aleksander Veliki, Gaj Julij Cezar in Darej I. Tako so si razbremenili del dela in se lahko posvečali bolj zahtevnim nalogam.
Sodobno obliko štaba je uveljavil švedski kralj Gustav Adolf v 17. stoletju; izpopolnila pa sta ga Napoleon Bonaparte in Melmut Moltke.

## Organizacija
Danes so štabi organizirani sledeče:
- ožji del (operativni, obveščevalni, komunikacijski, kadrovski,...),
- specialni del (artilerijski, pehotni, oklepni del, sanitetni,...) in
- tehnični del (zaledje, administracija,...),

Večina večjih štabov (štabi polkov in višjih formacij) imajo dodeljene tudi prištabne enote in neposredno dodeljene rezervne enote.